# Trachee (Pflanze)

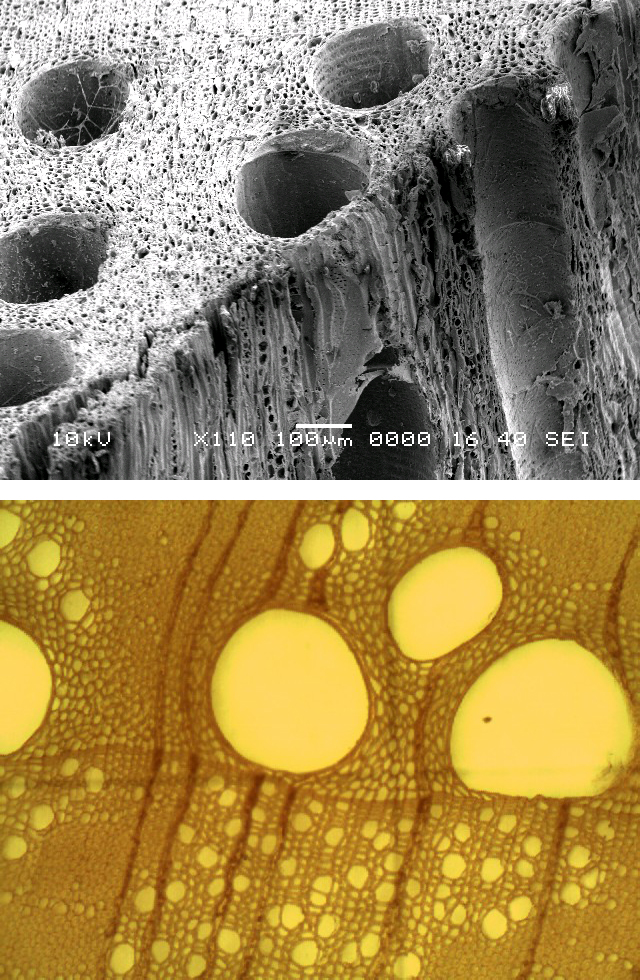
REM- (oben) und lichtmikroskopische Aufnahme (unten) von Gefäßelementen (Eiche)

Der Begriff Trachee bezeichnet in der Botanik ein Gefäß des Xylems, das sich im Leitbündel oder sekundären Xylem der Sprossachse höherer Pflanzen befindet. Bedecktsamige Samenpflanzen transportieren in den Tracheen Wasser aus den Wurzeln in die Blätter. Die hauptsächliche Antriebskraft dafür ist der Transpirationssog, der durch die Kohäsionstheorie erklärt wird. Daneben kann der Wurzeldruck eine Rolle spielen, z. B. im Frühjahr. Tracheen bestehen wie Tracheiden aus toten, verholzten Zellen.
Ein Gefäß besteht somit aus mehreren Tracheenelementen, so dass im Vergleich zu Tracheiden längere und weitere, mehrzellige Röhren gebildet werden. Innerhalb eines Gefäß bzw. Trachee sind die Querwände der Tracheenelemente vollständig oder teilweise aufgelöst (Perforationsplatte).
An den Enden der Gefäße und in Querrichtung ist ein Wassertransport über Tüpfel der Tracheenzellwände möglich. Die Gesamtheit der Gefäße bildet (zusammen mit den Tracheiden) somit ein kontinuierlich und kommunizierendes Röhrensystem von den Wurzeln zu den Blättern. Es sei darauf hingewiesen, dass das Tracheen-System kein vollständig geöffnetes Röhrensystem darstellt. Das Wasser bzw. der Xylemsaft muss durch  vielzählige Gefäßzwischenwände, Tüpfel und deren Tüpfelmembranen hindurch transportiert werden. Die Tüpfel der Bedecktsamer (Angiospermen) sind dabei einfacher als die Hoftüpfel des Torus-Margo-Typs der Nacktsamer (Gymnospermen) aufgebaut. Die Tüpfelmembran der Tracheen besteht aus einem netzartigen Wirrgeflecht aus Mikrofibrillen. Die sehr kleinen „Maschen“ der Tüpfelmembrane verhindern eine Ausbreitung der Gasphase im Falle einer Embolie, da die sich ausbildenden Menisken an der Wasser-Gas-Grenze sehr hohen Druckdifferenzen standhalten können (Young-Laplace-Gleichung). Ist die Druckdifferenz zwischen Wasser- und Gasseite jedoch zu groß, können benachbarte Gefäße ebenfalls embolisiert werden. Eine örtliche Begrenzung von Embolien kann deshalb mit Hoftüpfeln der Gymnospermen wahrscheinlich besser erreicht werden, da diese wie Rückschlagventile funktionieren.
Man kann zwischen Tracheen und Tracheiden unterscheiden, indem man einen Querschnitt eines histologischen Präparats auf die axialen Wände der jeweiligen Gefäße untersucht. Tracheen besitzen außerdem oft einen deutlich größeren Durchmesser. Sie sind im Gegensatz zu den Tracheiden ausschließlich für die Wasserleitung verantwortlich. Tracheiden tragen gleichzeitig noch zur mechanischen Stabilisierung der Pflanze bei (Doppelfunktion). Bei Laubbäumen erhöhen zusätzliche Holzfaserzellen die mechanische Stabilität. Durch den größeren Durchmesser ist in Tracheen der Volumenstrom deutlich höher als in Tracheiden (Hagen-Poiseuille'sches Gesetz), jedoch steigt die Gefahr einer Gefäßembolie durch Abreißen des Wasserfadens. Die meisten Nacktsamer (Gymnospermen) besitzen für den Wassertransport nur Tracheiden (Ausnahme: Gnetales). Dagegen kommen bei den meisten Bedecktsamern (Angiospermen) sowohl Tracheen als auch Tracheiden vor (Ausnahmen sind beispielsweise die Winteraceae und Trochodendraceae, die keine Tracheen besitzen).